# Julie Pfleiderer
Julie Pfleiderer (Düsseldorf, 1979–) német rendező.

## Élete
Julie Pfleiderer 1979-ben született Düsseldorfban. A kölni ARD csatornánál dolgozott sajtóasszisztensként, később egy filmkészítő cégnél tevékenykedett, ahol megtanulta, hogyan kell filmeket szerkeszteni. Már kétéves kölni tartózkodása alatt kilenc rendező munkáihoz asszisztált az ottani színtársulatnál. Berlinben színigazgatást hallgatott az Ernst Busch Színművészeti Főiskolán. Berlini tanulmányai során két színdarabot rendezett a Berlin szívében található Altes Europa kávéházban. A 2005-ös III. Richárd nevű előadást számos fesztivál keretein belül mutatták be - többek közt Strasbourgban is. A Kopftot és az R-Destillat daraboknak köszönhetően az egyik híres német színházi folyóirat 2006-ban és 2008-ban is az "új nemzedék legígéretesebb rendezőjének" jelölte. Dolgozott a bécsi színtársulatnál is, a stuttgarti állami színházban, illetve a berlini Maxim Gorkij Színházban is. A "Rekviem egy metamorfózisért" rendezése alatt pedig a belga származású művész, Jan Fabre kezei alatt tevékenykedett. Jelenleg Julie Pfleiderer Antwerpenben (Belgium) él, ahol emelt szintű képzést folytat a rendezői munkák kapcsán.

## Munkássága
- Emancipáció (2004)
- III. Richard (2005)
- Toteau és az autótolvaj (2005)
- "Kopftot" (2006)
- "Moneymob" (2006)
- Liliom (2006)
- Rekviem egy metamorfózisért (2007)
- Ámokfutó - Az erőszak miniatűrjei (2007)
- "Menschen in Kindergrößen" (2008)
- "R. Destillat" (2008)
- "Die Strudlhofstiege" - 2. rész (12 részes) (2008)
- "Workshop I." (Debreceni Egyetem) (2009)
- Összeomlás (2010)
- Igazság a szerelemben (2010)
- Kore terve: Amit látunk és hallunk (2010)
- Átjáró (2010)
- Képeslapok a jövőből - Flagey torony (2010)
- "Workshop II." (Debreceni Egyetem) (2010)